# Musaria obscuricornis
Musaria obscuricornis är en skalbaggsart som först beskrevs av Maurice Pic 1897.  Musaria obscuricornis ingår i släktet Musaria och familjen långhorningar. Inga underarter finns listade i Catalogue of Life.